# Древнегреческая философия
Древнегре́ческая филосо́фия — философия, возникшая в Древней Греции. К древнегреческой философии по идеям, методам и терминологии относится философия греческой (эллинизированной) части Римской империи, и вообще большая часть философских текстов, созданных в этот период на древнегреческом языке.

## Философия как продукт свободного общества
Одной из теорий возникновения и развития философии в Древней Греции является теория социолога Карла Поппера. Он утверждал, что возникновению и развитию философии в античный период способствовал высокий уровень свободы в древнегреческом обществе и, из которого вытекают две важнейшие, по мнению учёного, предпосылки для формирования философии — полисная демократия и попытка создать теоретическую науку. Поппер полагал, что именно уход древнегреческого общества от догматизма в сторону критического мышления, попытки логически обосновать происходящее вокруг, уход от закрытого общества в сторону открытого отличал его не только от первобытного общества и варварских племён, но и сделал возможным развитие античной философии. Однако данная теория подверглась весомой критике. В частности, идея о том, что философское размышление пришло на смену догматическому попросту не является верным, так как первые древнегреческие философы и философские направления (например, натурфилософия в лице Демокрита, Фалеса и др.) точно так же утверждали свои заключения как некоторые догмы, не требующие доказательств.

## Цивилизационный подход к изучению
Авторы данного подхода к изучению истории также выдвигали специфические теории возникновения и развития античной философии. Так, Шпенглер, один из теоретиков цивилизационного подхода, считал особенностью древнегреческой философии осмысление различного рода идеалов, воплощавшихся в образе идеального гармонично сложенного тела. Он полагал, что эта особенность тянулась красной нитью через всю историю древнегреческой философии, что делало её в сущности статичной. В рамках своей теории Шпенглер связывал этапы формирования и развития философии с этапами развития человеческой культуры. Философ считал, что античная философия возникла на метафизико-религиозной стадии развития человеческого общества и в начале своего существования концентрировалась в основном на внешнем мире: познании природы и попытках преобразовать существовавший тогда мир.

## Периодизация
В соответствии с принятой периодизацией историю античной философии разделяют на три периода:
- Ранняя греческая философия (до V в. до н. э.)
- Классическая античная философия (V—IV вв. до н. э.)
- Философия эллинизма
  - Ранний эллинистический период (кон. IV—I вв. до н. э.)
  - Поздний эллинистический период (кон. I в. до н. э. — VI в.)

## Досократовский период
Сами античные авторы, задававшиеся вопросом об историческом начале философии, указывали как на её родоначальников на фигуры семи мудрецов. Один из них, Фалес Милетский, со времени Аристотеля считается первым философом Греции. Он — представитель милетской школы, к которой также принадлежали Анаксимандр, Анаксимен, Ферекид Сиросский, Диоген Аполлонийский и др.
За ней следует школа элеатов, занимавшихся философией бытия (ок. 580—430 гг. до н. э.). К ней принадлежали Ксенофан, Парменид, Зенон Элейский, Мелисс. Одновременно с этой школой существовала школа Пифагора, занимавшаяся исследованием гармонии, меры, числа, к которой наряду с другими принадлежали Филолай (кон. V в. до н. э.), врач Алкмеон (ок. 520 г. до н. э.), теоретик музыки, философ и математик Архит Тарентский (ок. 400—365 гг. до н. э.). Её приверженцем был также скульптор Поликлет Старший (кон. V в. до н. э.).
Великими одиночками являются Гераклит, Эмпедокл и Анаксагор. Демокрит, с его энциклопедически всеохватывающим мышлением, вместе со своим полулегендарным предшественником Левкиппом и демокритовской школой, является завершением досократовской космологии. К этому же периоду можно отнести и ранних софистов (Протагор, Горгий, Гиппий, Продик).
В то же время, отмечается условность приведённого выше ставшего традиционным объединения мыслителей досократического времени (закреплённого немецкой наукой). Так, например, современная англоязычная историография не проводит принципиального различия между элейцами и ионийцами:3, в число которых входят милетцы. Их представители даже по-разному называли свою науку: ионийцы — «разведыванием» (historia), италийцы (школа Пифагора) — «любомудрием» (philosophia). Для первых ключевым понятием было physis (природа), для вторых aletheia (истина) и psykhe (душа).

## Классический период

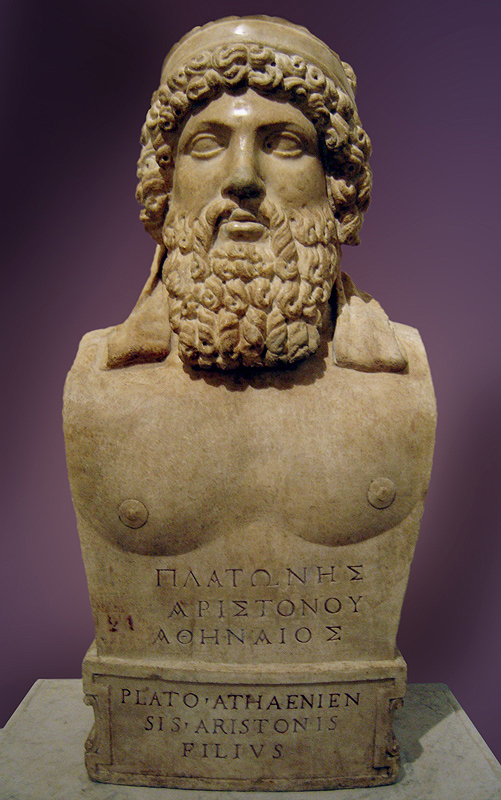
Платон

Благодаря трём самым выдающимся представителям греческой философии: Сократу, Платону и Аристотелю — Афины примерно на тысячу лет стали центром греческой философии. Сократ впервые в истории ставит вопрос о личности с её решениями, диктуемыми совестью, и с её ценностями. Платон создаёт философию как законченную мировоззренчески-политическую и логико-этическую систему; Аристотель — науку как исследовательски-теоретическое изучение реального мира.
Сторонники Платона группируются в школу, известную под названием Академия; важнейший представитель средней Академии — Аркесилай; новой — Карнеад; за Академией следует т. н. «средний» (в отличие от «нового») платонизм (куда наряду с др. входили Плутарх Херонейский (ок. 45—120 гг.) и Фрасилл (комментатор Платона и придворный астролог Тиберия).
Сторонники Аристотеля, большей частью известные учёные, занимавшиеся вопросами конкретных наук, назывались перипатетиками; среди более древних перипатетиков наряду с другими известны ботаник и характеролог Теофраст, теоретик музыки Аристоксен (ок. 350 г. до н. э.), историк и политик Дикеарх из Мессины; среди более поздних перипатетиков — физик Стратон, географ и астроном Аристарх Самосский (ученик Стратона, ок. 250 г. до н. э.), Клавдий Птолемей (ок. 150 г. до н. э.), врач Гален и комментатор Аристотеля Андроник Родосский (ок. 70 г. до н. э.).

## Эллинистическая философия
В эллинистический и римский периоды получили развитие многие школы философии. На античную философию этого времени имели влияние также элементы индийской философии. Самые известные школы эллинистической философии:
- эпикуреизм;
- скептицизм;
- стоицизм;
- неоплатонизм.

## Историко-материалистическая теория развития философии
С точки зрения исторического материализма, в Греции произошло «повышение уровня производительных сил» по сравнению с первобытно-общинным, родовым строем. Это было вызвано дифференциацией труда и ремёсел, развитием торговли, развёртыванием различных форм рабовладения. Возникла необходимость в знаниях, их передаче и распространении среди знати.
С другой стороны, стали развиваться города, появились первые полисы. На этом этапе ценились уже не только сугубо практические знания. Развитие прямой демократии обусловило необходимость получения знаний, направленных на привлечение народа на свою сторону. Стала активно развиваться риторика, а затем значение приобрела не только внешняя форма, но и смысловое содержание речей. Появились «учителя мудрости» — софисты.
Когда на смену полисам пришли первые монархии (деспотии, тирании) — возрастающая централизация власти определила дальнейшее направление развития и определённые препятствия для свободного развития философской и политико-правовой мысли.

### Марксистский подход
Марксисты связывали возникновение и развитие характерных черт античной философии с особенностями рабовладельческой формации, в которой существовали полисы. Так, обосновывая социально-экономический подход к изучению истоков древнегреческой философии, советский антиковед А. Ф. Лосев говорил о том, что благодаря тому, что свободные граждане не занимались физическим трудом, с их точки зрения те или иные вещи возникали как бы «сами собой» (посредством труда рабов), античная философия обрела созерцательный характер восприятия действительности. Возможным формирование философии стало как раз потому, что благодаря труду рабов господа имели время и моральные силы на попытки объяснить происходящие вокруг них природные явления. Причём в период расцвета рабовладельческого строя размышления философов в основном были ориентированы именно на порядок мира в целом (отсюда античное понятие космоса как абсолютного порядка, так как господа не вникали в нестабильный производственный процесс) и явления природы, а на закате данной формации мыслителей гораздо больше стал интересовать вопрос спасения души.
Однако, данный подход, как и все остальные, обладает рядом минусов. Так, в данном случае причины появления философии связаны в основном лишь со сферой социально-экономических отношений, что исключает из поля зрения учёных иные факторы. Кроме того, в Древней Греции не существовало многих характерных для рабовладельческой формации институтов, а наряду с рабами трудились и свободные люди. Поэтому считать рабство главной предпосылкой формирования философии в древнем мире не следует.

## Борьба и запрет древнегреческой философиихристианством
Феодосий I Великий преследовал представителей Древнегреческой, античной философии, религии, которых христиане считали язычниками — В 384—385 годах рядом указов предписано уничтожение античных храмов: Храм Артемиды Эфесской, Храм Артемиды Гемеры и т. д.
Префект Востока Кинегий, при помощи вооружённой силы и вместе с христианскими монахами, разрушил многие из оставшихся святилищ старой веры.
Эдикт 391 года, ещё более строгий, нанёс последний удар «язычеству», запретив поклонение богам не только публично, но и в частных домах.
В 391 году толпа христиан-фанатиков под руководством патриарха Феофила разрушила и сожгла Александрийскую библиотеку, которая была хранилищем книг по античной философии. Однако и у церковного историка Сократа Схоластика (лат. Socrates Scholasticus), и у языческого автора Евнапия Сардийского (лат. Eunapius of Sardis) говорится лишь о разрушении языческих храмов и нет упоминаний об уничтожении книг. Более того, неизвестно, сколько книг к тому моменту находилось в Серапеуме, и находились ли они там вообще.
В Риме из залы сената окончательно и навсегда вынесена была знаменитая статуя Ники («победы»), признававшаяся палладиумом древней религии. Оппозиция старо-римской знати (с Симмахом и Претекстатом во главе) не сокрушила решений Феодосия; священный огонь Весты был потушен (394), и в том же году в последний раз допущено празднование Олимпийских игр в Греции. Фактически практика язычества продолжалась в глухих углах империи.
В 529 году декретом византийского императора Юстиниана был закрыт последний оплот древнегреческой философии — Платоновская академия.
По некоторым данным так же был факт изгнания последователей древнегреческой философии из Византии к арабам (требует уточнения даты), что привело к развитию философии (теологии) у мусульман. Этот факт повлиял на сохранение некоторых трактатов древних философов у арабов и последующее появление в Европе (через Испанию) переводов трудов Аристотеля и Платона.

## Значимость
Древнегреческая философия оказала определяющее влияние на всю историю западной и отчасти даже мировой философии вплоть до сегодняшнего дня. Самим термином «философия» мы обязаны именно античности. Расцвет древнегреческой философии приходится на V—IV вв. до н. э., а отголоски её замирали ещё в течение тысячелетия. В Византии и странах ислама господствующее влияние греческой философии сохранялось в течение всего следующего тысячелетия; затем, во времена Ренессанса и гуманизма, и в Европе произошло возрождение греческой философии, что привело к творческим новообразованиям, начиная от платонизма и аристотелизма эпохи Ренессанса и кончая влиянием греческой философии на всё развитие европейской философской мысли (см. Европейская философия).